# Франциск Юний (младший)
Франциск Юний (лат. Franciscus Junius), известный во Франции как Франсуа дю Жон (фр. François du Jon; 29 января 1591, Гейдельберг — 1677, Виндзор) — голландский учёный-филолог, гуманист, лингвист, историк искусства, коллекционер древнегреческих и римских рукописей, автор сочинений по изобразительному искусству Древней Греции и Римской империи, один из зачинателей германской филологии, протестантский пастор.

## Биография
Сын Франциска Юния (1545—1602), богослова, кальвиниста и гебраиста. Вырос в Лейдене, где его отец, был университетским профессором иврита. Изучал богословие в университетах Лейдена и Мидделбурга. Учился у будущего шурина Исаака Восса (1618—1689), филолога и библиофила, собирателя рукописей.
В 1617 году стал пастором близ Роттердама. В 1617 году отказался принять сторону церкви в теологическом споре с Нидерландской реформатской церковью, оставил службу и отправился во Франции, а затем переехал в Англию, где в 1620 году был нанят Томасом Говардом, графом Арунделем, в качестве наставника его сына, а затем библиотекарем.
Бо́льшую часть своей жизни провёл в Англии. После восстания против короля Карла I в 1642 году вместе с семьёй графа отправился в Нидерланды. Вскоре после возвращения в Голландию Юний заинтересовался историей голландского языка и другими германскими языками. В результате опубликовал комментарии к древнегерманскому пересказу «Песни песен», первое издание сборника древнеанглийских стихов.
Опубликовал первые современные издания ряда важных Библейских текстов. Кроме того, он автор первого всестороннего обзора древних работ по изобразительному искусству De Schilder-konst der Oude (1641), который позже появился на латинском и английском языках и стал краеугольным камнем классических теорий искусства по всей Европе.
В 1655 году издал, так называемую, Рукопись Юния, одну из четырёх крупнейших англосаксонских хроник. В 1665 году издал первое полное издание текста Четвероевангелия Вульфилы.
Был одним из первых, кто изучал «Серебряный кодекс».
Собрал большую коллекцию древних рукописей, и завещал их Бодлианской библиотеке Оксфордского университета. Среди работ, включённых в это завещание, были знаменитая рукопись англосаксонской поэзии, известная как рукопись Юния и уникальная рукопись Ормулума.
В 1675 году Юний вернулся в Оксфорд и умер в ноябре 1677 года, похоронен там же.

## Избранные труды
- De pictura veterum, 1637
- Observationes in Willerami Abbatis Francicam paraphrasin Cantici Canticorum, 1655
- Annotationes in harmoniam Latino-Francicam quatuor evangelistarum, latine a Tatiano confectam, 1655
- Cædmonis monachi paraphrasis poetica Genesios ac praecipuarum sacrae paginae historiarum, abhinc annos M.LXX. Anglo-Saxonice conscripta, et nunc primum edita, 1655
- Gothicum Glossarium, quo Argentii Codicis Vocabula explicantur, 1664
- Quatuor Domini Nostri Iesu Christi Evangeliorum Versiones perantiquae duae, Gothica scilicet et Anglo-Saxonica, 1665
- Etymologicum anglicanum, 1743